# Abadía de Werden
La Abadía de Werden (en alemán: Kloster Werden) fue un monasterio benedictino en Essen-Werden (Alemania), situado en la cuenca del Ruhr.
Cerca de Essen San Ludger fundó un monasterio en 799 y se convirtió en su primer abad. La pequeña iglesia de San Ludgero construida aquí en honor de san Esteban se completó en 804 y fue dedicada por el propio San Ludgero, que se había convertido en el obispo de Münster.
Durante la secularización en 1803 la abadía y su territorio pasaron a formar parte de Prusia, pero tres años más tarde fue incorporados en el Gran Ducado de Berg. En 1815 pasó a Prusia otra vez, como parte de la provincia del Rin.
Los edificios son ahora utilizados por la Folkwang Hochschule.

## Véase también

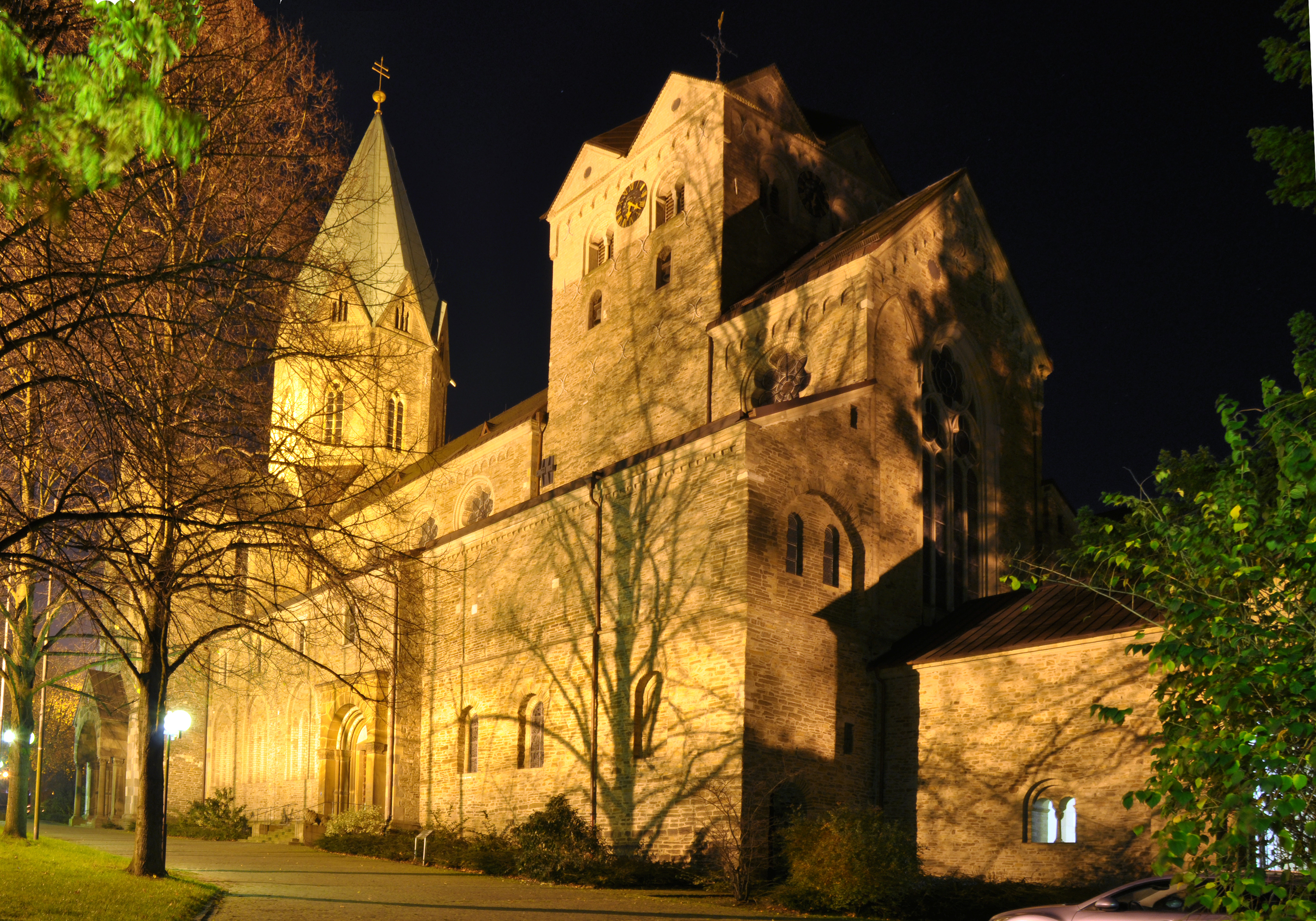
Vista de la Basílica de San Ludgero